# Alberto Bandini Buti
Alberto Mario Bandini Buti (Milano, 15 ottobre 1927 – Milano, 8 aprile 1981) è stato un ingegnere, giornalista e divulgatore scientifico italiano.

## Biografia
Il padre Antonio, giornalista, era stato redattore delle riviste del Touring Club Italiano e poi aveva sviluppato altre importanti attività editoriali come la fondazione della rivista Quattroruote (redattore capo sin dal primo numero - febbraio 1956). La madre Maria, maestra, pur se morta in giovane età è considerata come una pioniera della moderna pedagogia.
Alberto Bandini Buti si laurea, nel 1950, in Ingegneria elettronica e successivamente, si specializza in Ingegneria nucleare.
Ben presto entra nell'ufficio pubblicità della Autelco e dirige il periodico aziendale Il Ronzatore.
Nel 1952 si sposa e nel 1955 e 1958 ha due figlie. 
Dopo aver prestato la propria opera per la Innocenti, nel 1957 passa a dirigere l'ufficio pubblicità e stampa dell'Italtel, già Società Italiana Telecomunicazioni Auso Siemens, essendo nel contempo direttore responsabile delle riviste Notizie Auso e Telecomunicazioni.
Fin dal 1952 scrive per la rivista di Elettrificazione, dell'Editoriale Delfino, ed il suo nome figura inoltre in numerosi altri testi pubblicati dallo stesso editore, alcuni dei quali adottati nelle scuole, come Istituti tecnici industriali e professionali, ed altri tradotti in spagnolo e portoghese.
Giornalista dal 1961, successivamente diviene membro dell'Unione giornalisti scientifici e del Gruppo uffici stampa.
Collabora a quotidiani, quali Corriere della Sera, La Stampa, Il Giornale Nuovo, La Libertà di Piacenza, ed a riviste come Scienza e Vita Nuova, con articoli di divulgazione scientifica, trattando argomenti quali energia nucleare, relatività, quanti di Plank, il nucleo, l'atomo, la radioattività.
È tra gli autori di varie enciclopedie, tra cui Rizzoli Larousse e l'Enciclopedia Europea della Garzanti.
Tra i vari riconoscimenti sono da annoverare il Premio Mazzali (1963), il Pacces (1977), l'Ambrogino d'oro (1979) ed il Glaxo (1980).
Da giovane volle costruire un televisore, esposto successivamente al Museo della Scienza e della Tecnica, per capirne il funzionamento. Nel 1975 cura la sezione Radio e Televisione al Museo della Scienza e della Tecnica di Milano.
La sua ultima opera, Noi e l'Energia, un libro edito da Rusconi, è uscito postumo poiché è morto per infarto l'8 aprile 1981 mentre curava l'allestimento per il gruppo IRI alla Fiera di Milano.

## Opere
Ha scritto molte opere di divulgazione scientifica ancora oggi ristampate e adottate anche nell'insegnamento tecnico.
Per l'Editoriale Delfino:
- Gli acceleratori per Fisica Nucleare (Scienza e tecnica dell'atomo 1) 1963
- I Quanti di Plank (Le molecole, le radiazioni) 1963
- La Relatività (Scienza e tecnica dell'atomo 3)
- L'Atomo (Scienza e tecnica dell'atomo 4) 1962
- Meccanica Ondulatoria e Quantistica (Scienza e tecnica dell'atomo 5) 1962
- La Radioattività (Scienza e tecnica dell'atomo 6) 1963
- Teoria e funzionamento dei Reattori Nucleari (Fissione – Fusione)
- Il Nucleo (Legami e forze nucleari – Mesoni – Quarks)
- L'energia elettrica. Principi fondamentali ed applicazioni – con V. Re 2000
- I nomogrammi –

Per Rusconi Editori
- Noi e l'energia – 1982 (postuma)

Per Vallardi
- Elettricità nella vita e nell'industria – con A. Bandini Buti –1957

Per AMZ
- Il libro dell'atomo – 1962

Quasi tutti i titoli sono stati ristampati dal 2007 dall'editore SANDIT.